# Laagna
Laagna – część estońskiego miasta Tallinn i dzielnicy Lasnamäe. W 2014 roku liczyła 24 093 mieszkańców.